# Халім Ґерай (історик)
Халім Ґерай (1772, Румелія —1823, Чаталджа) — кримський і турецький хроніст, історик Криму та поет, представник династії кримських правителів Ґераїв, син Шахбаз Ґерая.

## Біографія
Халім Ґерай народився 1772 року в Османській провінції Румелія, був принцом династії Ґераїв — кримських правителів. Через захоплення Криму Російською імперією його сім'я змушена була втекти, а батько Шазбаз Ґерай залишився управляти Буджаком. Узяв участь у російсько-турецькій війні (1806–1812 рр.).
Халім Ґерай помер і був похований в містечку Чаталджа (тепер це район Стамбулу).
Будучи представником династії і здобувши гарну освіту, принц Халім з перших уст знав історію свого роду. Маючи здібності до віршування, він склав історію свого роду — «Gülbün-i hânân yahud Kırım tarihı» («Гюльбюн-і Ханан»). Твір написаний прозою і містить біографії 44 кримських ханів. Книга була написана в 1811 році, а видавалась в Стамбулі два рази: в 1870 і 1909 роках.
|  | Сей бідний раб, проводячи велику частину свого часу за читанням історичних книг і життєписів пророка, схиляючись до пошуків слідів, залишених предками і витягаючи нитки життєвих шляхів поважних і великих шейхів і знавців богослов'я, досліджував також біографії тих ханів і візирів з роду Чінгізова, бутони бажань яких розкрилися в Криму, в Бахчисараї. Але так як нащадками цього роду життєписи їх предків не були складені, нитка подій була перервана, і навіть самі імена деяких віддані забуттю через рідкісні їх згадки, то я, в відповідно до приказки: від смутку смерть до мене прийде — моя старанність мене вб'є, — почав вивчати їх біографії… |

В Україні планується перевидання українською та кримсько-татарською мовами за оригіналом «Gülbün-i hânân yahud Kırım tarihı». Ініціаторами стали Фонд підтримки бібліотек міста Сімферополя та Криму та Міжнародний фонд «Відродження».

## Твори
Халім Ґерай мав здібність до навчання та літератури: писав вірші та музикував. До нащадків дійшли: «Рожевий квітник ханів або Історія Криму» та «Диван», лише дві праці принца династії Ґераїв:
- Halim Giray Sultan, d. 1823 or 4., «Gülbün-i hânân yahud Kırım tarihı», Turkish, Ottoman, (İstanbul): Matbaa-yi Âmire, 1287 (1870), 130, 2p.; 19 cm.[6].
- Halim Giray Sultan, d. 1823 or 4., «Gülbün-i hânân yahud Kırım tarihı», Arabic, (Istanbul): Necm-i İstikbal Matbaası, 1327 (1909?), 232 p. ; 20 cm.[7].
- Halim Giray Sultan, d. 1823 or 4., «Dīvān …», Turkish; (Istanbul), 1257 (1841), 59p. 23 cm.[8].
- Halim Giray Sultan, d. 1823 or 4., «Dı̂van-ı Halim Giray/hazırlayanlar: Recep Toparlı, M. Sadi Çögenli.», (Istanbul): Turkish; Turkish, Ottoman: Erzurum: Atatürk Üniversitesi Fen-Edebiyat Fakültesi, 1991.; 131, 59 p.: facsim.; 20 cm.[9].

Головне надбання принца Халім Ґерая — його «Рожевий квітник ханів або Історія Криму». Книжку, яку він написав староосманською мовою дослівно не перекладено жодною мовою світу, навіть кримськотатарською.
Першим хто зацікавився цим твором був Ільмі Аблякімов, який і переказав книгу новоосманською мовою (якою послуговувалися на межі XIX–XX століть) зі своїми коментарями та розясненнями у 1909 році в Стамбулі.
І вже в 2001 році Кемаль Усеїнов зробив свій переклад, переказу Ільми Аблякімова на переклад російську мову та зі своїми роз'яснення окремих термінів і подій, підібрав копії документів та проілюстрував «Рожевий кущ ханів». Це видання ще більше відрізнялося від оригіналу, оскільки автор часто використовував в поясненнях матеріали з праць: Мухаммеда Різи, Абдульгаффара Киримі, творів турецьких істориків та Миколи Карамзіна.